# محمد نمر الخطيب

محمد نمر الخطيب في نحو الأربعين من عمره

محمد نمر الخَطيب (1918-2010) هو عالِم فِلسطيني مُسلم، وَقائد في جَماعة الإخوان المسلمين، وَكانَ مؤيداً لِمُفتي فِلسطين الحاج أمين الحسيني (رئيس اللجنة العَربية العُليا) أَثناء الصراع العربي اليهودي في فلسطين في فترة الانتداب البريطاني وَالحرب العربية الإسرائيلية الأولى، وَعمل في عام 1941م على تأسيس جَمعية الاعتصام في حيفا، وَيُعتبر الخطيب أول من ألفَ كِتاباً عَن القضية الفلسطينية وَأسماه "مِن أثِر النَكبة"، حيثُ تحدثَ فيه عَن أحداث حرب 1948 في فلسطين. كانت عائلة الخَطيب تٌمسك بِزمام الإفتاء وَنقابة الأشراف في حيفا زَمن الحُكم العثماني وَحتى سُقوط حيفا.
في 19 فبراير عام 1948 استهدَفَت مُنظمة الهاجاناه الخطيب حيث عَملت على مُحاولة اغتياله ضِمن ما أسموه عملية زرزير، حيثُ قام اثنان من من المُنظمة بِإطلاق 32 رصاصة على سَيارة أُجرة كان يستقلها الخطيب شَمال حيفا وذلك أثناء عودتُه مِن دمشق مُحملاً بالأسلحة، وَأُصيب بإحدى الرصاصات في رِئَته وَثلاثة في كتفه الأيسر، مما أدى لِبقاءع خارج فلسطين طَوال فَترة الحرب، وَأسفرَ ذلكَ الهجوم عن مَقتل أحد الرُكاب وَإصابة آخر.

## حياتُه
وَلدَ محمد نمر الخَطيب في مَدينة حَيفا عام 1918م، وَأتمَ دِراستَهُ الابتدائية وَالثانوية، وَبعدها ذهب إلى عكا حيثُ درس بِالمعهد العلمي الأحمدي، فَتعلم على يد كِبار عُلماء المَعهد، وَمِنهم: الشيخ عَبد الله الجزار (مُفتي عكا)، وَمُدير المعهد الشيخ مُحمد اللبابيدي، وَمُفتي الشافعية الشَيخ محمود القبلاوي وَغيرهم، ثُم سافر إِلى مصر لإتمام دراسته بِالأزهر، فَدرس مُختلف العلوم النَقلية وَالعقلية، حيثُ مَكث سَبع سنين بالأزهر، فَحصل على شهادة عالمية مُوقعة من شيخه مُحمد حبيب الله الشنقيطي، وَالشيخ محمد السلموطي. اختار الخَطيب كُلية أُصول الدين في الأزهر، حيثُ استمر في دراسته لمدة أربعة سنوات حَصل بعدها على الإجازة العالية ثم رجع لمدينته حَيفا، بعد أن سَجَّل اسمه في قسم الماجستير.
وَفي عام 1938م قامت ثَورة الشعب العربي في فلسطين بعد استشهاد الشيخ عز الدين القسام، فَعملَ الخطيب على قِيادة الثورة ضد الاحتلال البريطاني وَالغزو الصهيوني، فاعُتقل في حيفا، ثم أطلق سراحه. ولمّا عُين مدرساً في معهد البرج في عكا اعتُقل مرة أخرى ثم أطلق سراحه. وَفي عام 1939م خاض معارك أخرى وجُرح فيها.
وَفي عام 1948 أُصيب بالرصاص فَنُقلَ إلى مستشفى المقاصد في بيروت، ثُمَ إلى دمشق لاستكمال عِلاجه، وبعدَ ذلك تولى عُضوية مؤسسة اللاجئين في سوريا، وَالوفد السوري للمؤتمر الإسلامي بكراتشي، ودأب الخَطيب أثناء حياته خارِج فِلسطين على كَشف أخطار الصهيونيَّة وَالمُؤامرات الاستِعمَاريَّة.
عمل الخَطيب على تَدريس العُلوم الإسلامية في كلية الشريعة والآداب ببغداد، وعمل أيضاً في مَعهدِ الدراسات والبحوث العالية بتونس، وعملَ في الجامعة الإسلامية بليبيا.

## مُؤلفاته
كان للشَيخ مُحمد نمر الخَطيب العَديد من المُؤلفات، ولعلَّ من أهم مؤلفاته كُتبه عن القضية الفلسطينية، وَمِنها:<ref name="العودة">
- كَتاب أحداث النكبة.
- كتاب من أثر النكبة.
- كتاب الإيمان طريقنا إلى النصر.
- كتاب حقيقة اليهود والمطامع الصهيونية.

## وفاته
تُوفيَ الخَطيب في المدينة المنورة يوم الاثنين وكان يومَ عرفة 9 ذو الحجة 1431هـ المُوافق 15 نوفمبر  2010م، وكانَ عُمره يُناهز المئة عام تقريبًا.